# Carlo Massullo
Carlo Massullo (Roma, 13 agosto 1957) è un ex pentatleta italiano, laureato in medicina, esercita la professione e partecipa come amatore alle gare di equitazione.

## Palmarès
- Giochi olimpici

1984 - Los Angeles: oro nella gara a squadre con Daniele Masala e Pierpaolo Cristofori, bronzo nella gara individuale.
1988 - Seul: argento nella gara individuale e a squadre.
1992 - Barcellona: bronzo nella gara a squadre.
- Campionati mondiali di pentathlon moderno

1981 - Zielona Góra: bronzo a squadre.
1985 - Melbourne: bronzo a squadre.
1986 - Montecatini Terme: oro individuale e a squadre.